# Cnephasia tianshanica
Cnephasia tianshanica es una especie de polilla perteneciente al género Cnephasia, categorizada en la tribu Cnephasiini, de la subfamilia Tortricinae.

## Distribución
Se distribuye por China.

## Taxonomía
Fue descrita por Filipjev en 1934 y publicada por primera vez en (Cnephasia), Bull. Acad. Sci. URSS 1934(9): 1407f.